# 社村 (福井県)
社村（やしろむら）は福井県足羽郡にあった村。現在の福井市中心部の南西、日野川右岸（東側）、福井鉄道福武線の西側一帯にあたる。

## 地理
- 山岳：城山
- 河川：日野川・狐川

## 歴史
- 1889年（明治22年）4月1日 - 町村制の施行により、南居村、合谷村、南江守村、舞屋村、西谷村、江守中村、種池村、門前村、福村、淵村、下江守村、久喜津島村、久喜津村、西下野村、東下野村、若杉村、加茂河原村及び小山谷村の区域をもって、社村が発足する。
- 1949年（昭和24年）4月1日 - 大字小山谷の区域が福井市に編入する（現・福井市小山谷町）。
- 1954年（昭和29年）4月1日 - 福井市に編入する。